# De Kalb (Mississippi)
De Kalb is een plaats (town) in de Amerikaanse staat Mississippi, en valt bestuurlijk gezien onder Kemper County.

## Demografie
Bij de volkstelling in 2000 werd het aantal inwoners vastgesteld op 972.
In 2006 is het aantal inwoners door het United States Census Bureau geschat op 908, een daling van 64 (-6,6%).

## Geografie
Volgens het United States Census Bureau beslaat de plaats een oppervlakte van
8,6 km², geheel bestaande uit land. De Kalb ligt op ongeveer 142 m boven zeeniveau.

## Plaatsen in de nabije omgeving
De onderstaande figuur toont nabijgelegen plaatsen in een straal van 32 km rond De Kalb.